# Comuna Sadjavka, Nadvirna
Sadjavka (în ucraineană Саджавка) este o comună în raionul Nadvirna, regiunea Ivano-Frankivsk, Ucraina, formată din satele Kubaiivka și Sadjavka (reședința).

## Demografie
Componența lingvistică a comunei Sadjavka
     Ucraineană (99,74%)
     Alte limbi (0,23%)
Conform recensământului din 2001, majoritatea populației comunei Sadjavka era vorbitoare de ucraineană (99,74%), existând în minoritate și vorbitori de alte limbi.